# Saint Georges et le Dragon (légende)
Cet article concerne la légende. Pour les différentes œuvres issue de celle-ci, voir Saint Georges et le Dragon.

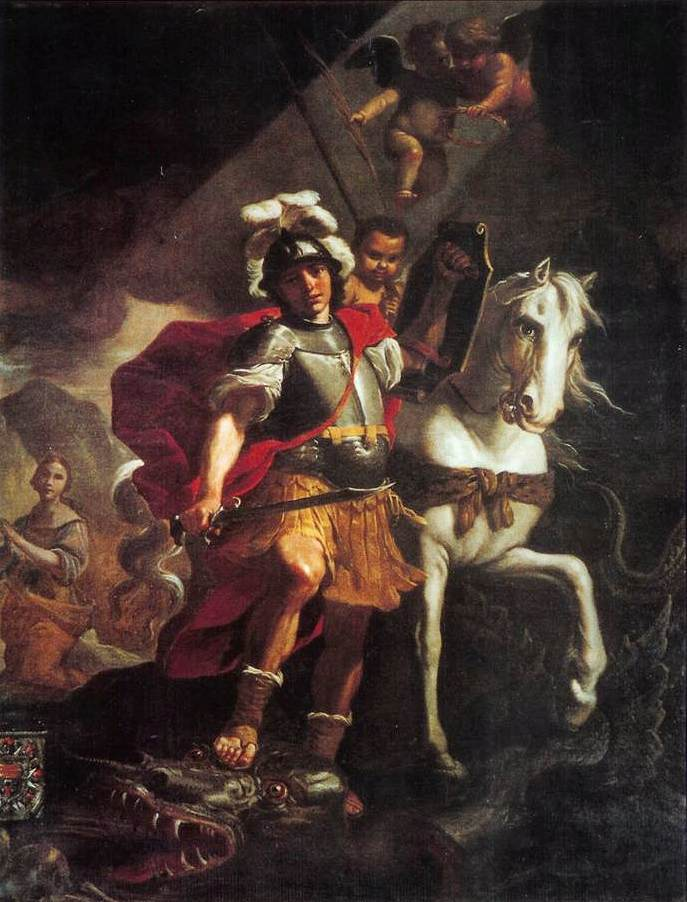
Saint Georges et le Dragon de Mattia Preti (1678), conservé à Gozo.

La légende de saint Georges et le Dragon décrit un saint qui apprivoise et tue un dragon qui réclame des sacrifices humains. Le saint sauve ainsi la princesse choisie comme prochaine offrande.
Seul un bout de la légende se trouve dans l'ancienne hagiographie du saint Georges de Lydda datant au moins du VIIe siècle. La mort du dragon peut avoir été inspiré de la légende attachée à saint Théodore Tiron.
Le plus ancien récit connu de l'épisode complet du dragon est un texte en géorgien du XIe siècle,. De ses origines orientales, il a été introduit dans la tradition chrétienne occidentale, peut-être par les Croisades. Le premier texte latin date de la fin du XIIe siècle, mais l'histoire n'a été popularisée qu'au milieu du XIIIe siècle, lorsque la légende est apparue dans Speculum Historiale de Vincent de Beauvais et La Légende dorée de Jacques de Voragine, et est devenue un sujet littéraire et pictural favorisé à la fin du Moyen Âge.
Selon l'œuvre de Jacques de Voragine, Georges était originaire de Cappadoce et servait l'armée romaine sous le grade de tribun. Son fait le plus marquant aurait été, selon la légende, d'avoir terrassé un dragon qui habitait un étang voisin de la ville de Silène en Libye, et en terrorisait les habitants notamment par son souffle empoisonné. Qui plus est, selon La Légende dorée de Voragine, on pourrait lire dans l'histoire d'Antioche que lorsque les chrétiens allaient assiéger Jérusalem, un jeune homme d'une grande beauté se présenta à un prêtre en tant que saint Georges, chef des armées chrétiennes. En fait, cet individu à l'effigie de saint Georges encouragea et aida les croisés à repousser les Sarrasins et à prendre Jérusalem en échangent que les guerriers chrétiens amènent des reliques du saint avec eux dans la ville nouvellement conquise.
Christiane Desroches Noblecourt identifie cette légende comme une évolution du thème égyptien repris par les romains. Elle voit une continuité dans la statue du jeune « roi harponneur » Toutânkhamon de la XVIIIe dynastie égyptienne, puis, treize siècles après, dans le bas-relief d'Horus terrassant Seth l'hippopotame. Cette même image apparemment dans le bas-relief Horus le sauveur produit ultérieurement[Quand ?], mais vêtu en légionnaire et monté à cheval terrassant le crocodile. Desroches Noblecourt émet l'hypothèse que, d'interprétation en interprétation, suivant l'imagination des artistes, Horus devient un saint Georges classique ayant acquis une figure humaine et tuant le dragon.

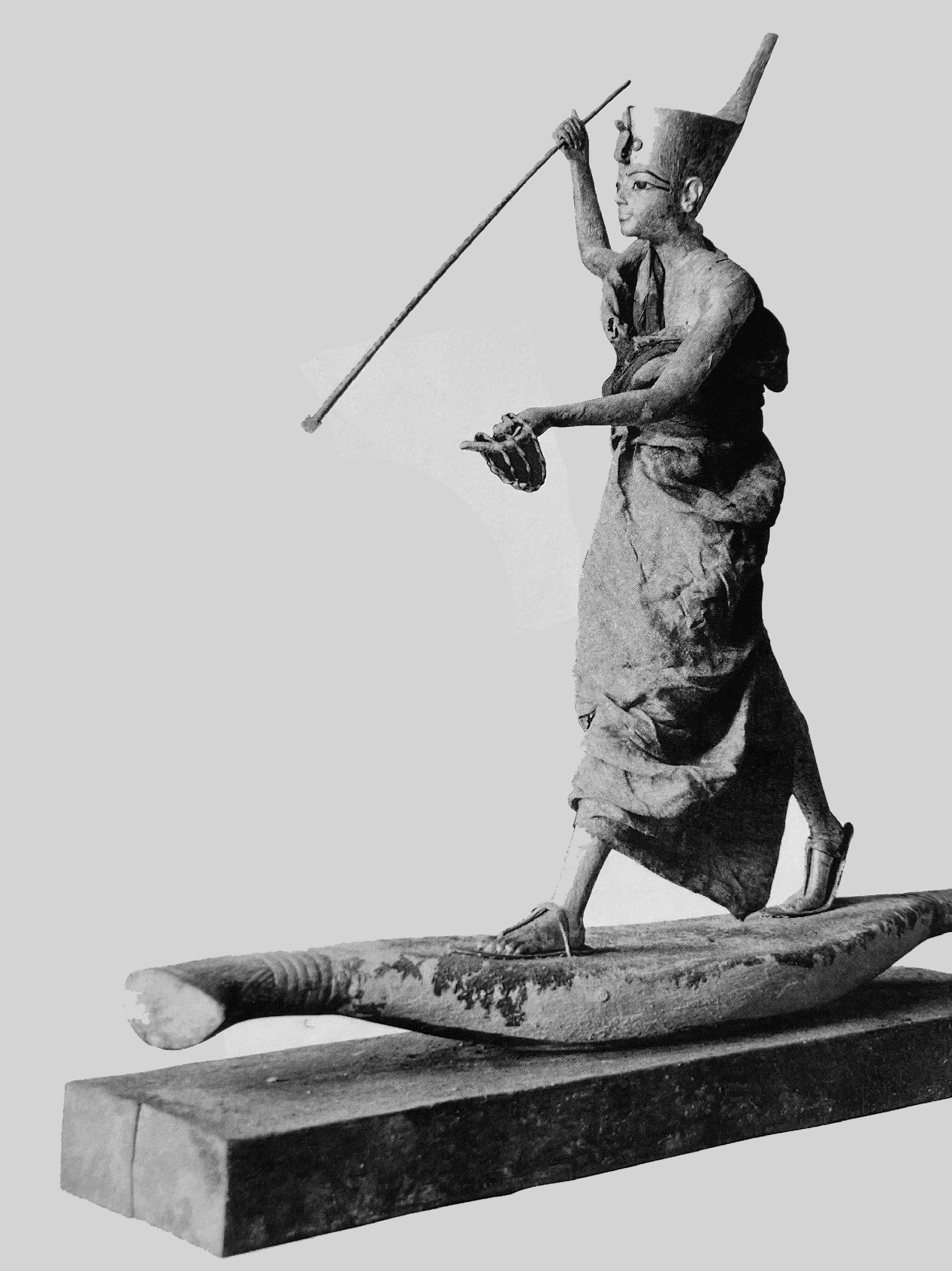
Le « roi harponneur » Toutânkhamon, XVIIIe dynastie. Musée égyptien du Caire.
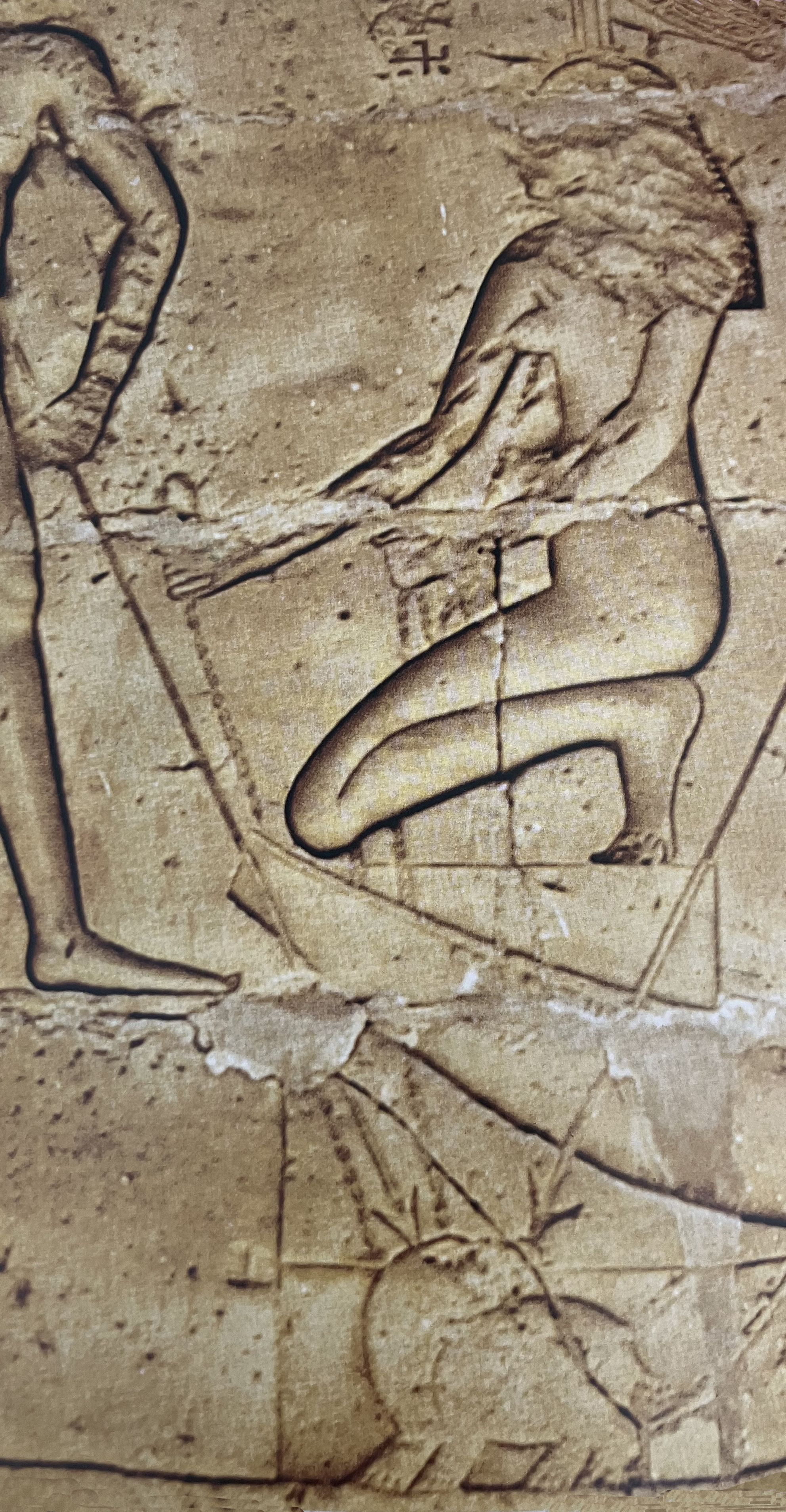
Horus terrassant l'hippopotame Seth, Musée du Louvre.
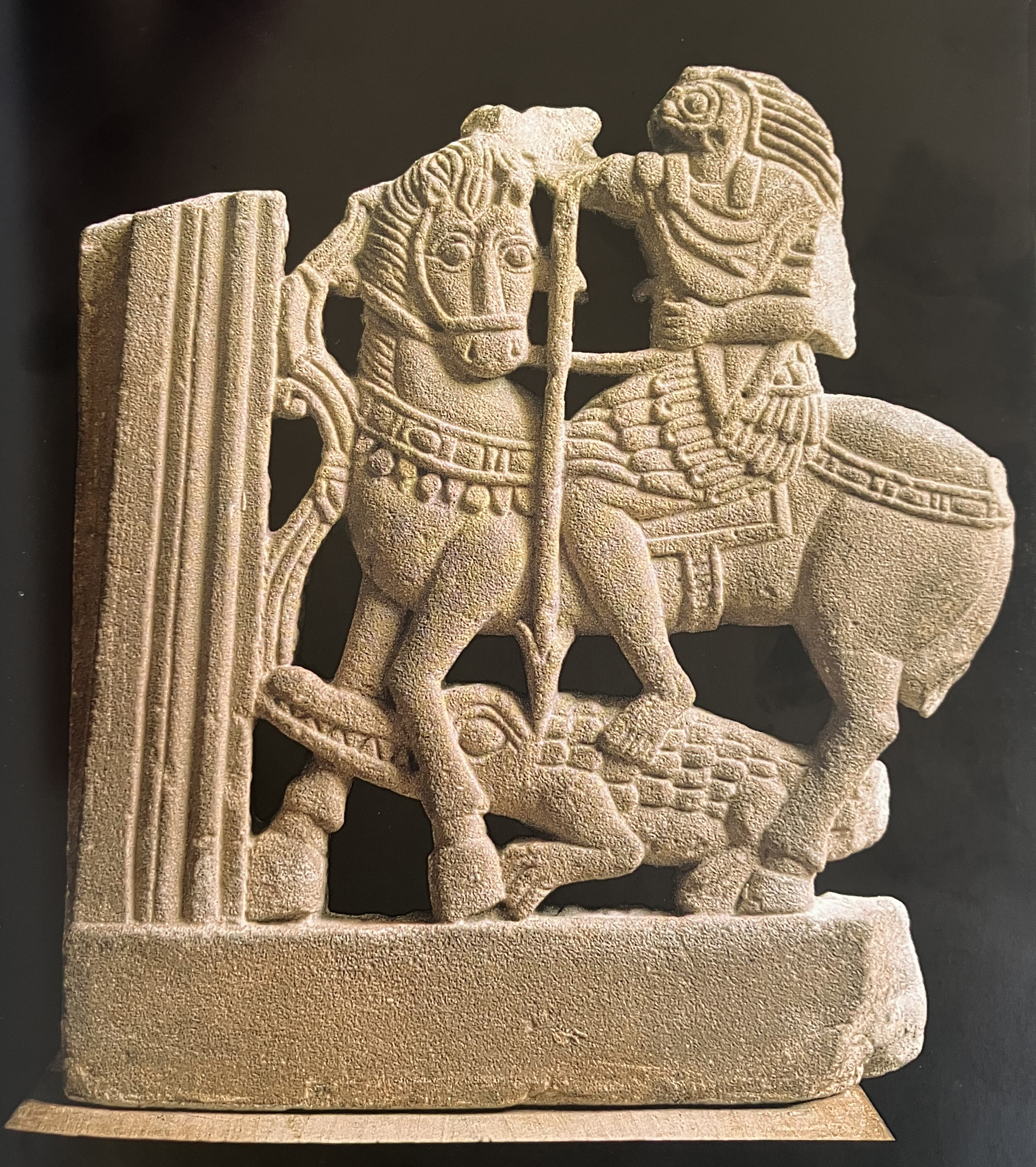
« Horus le sauveur »  vêtu en légionnaire romain terrassant le crocodile, Musée du Louvre.
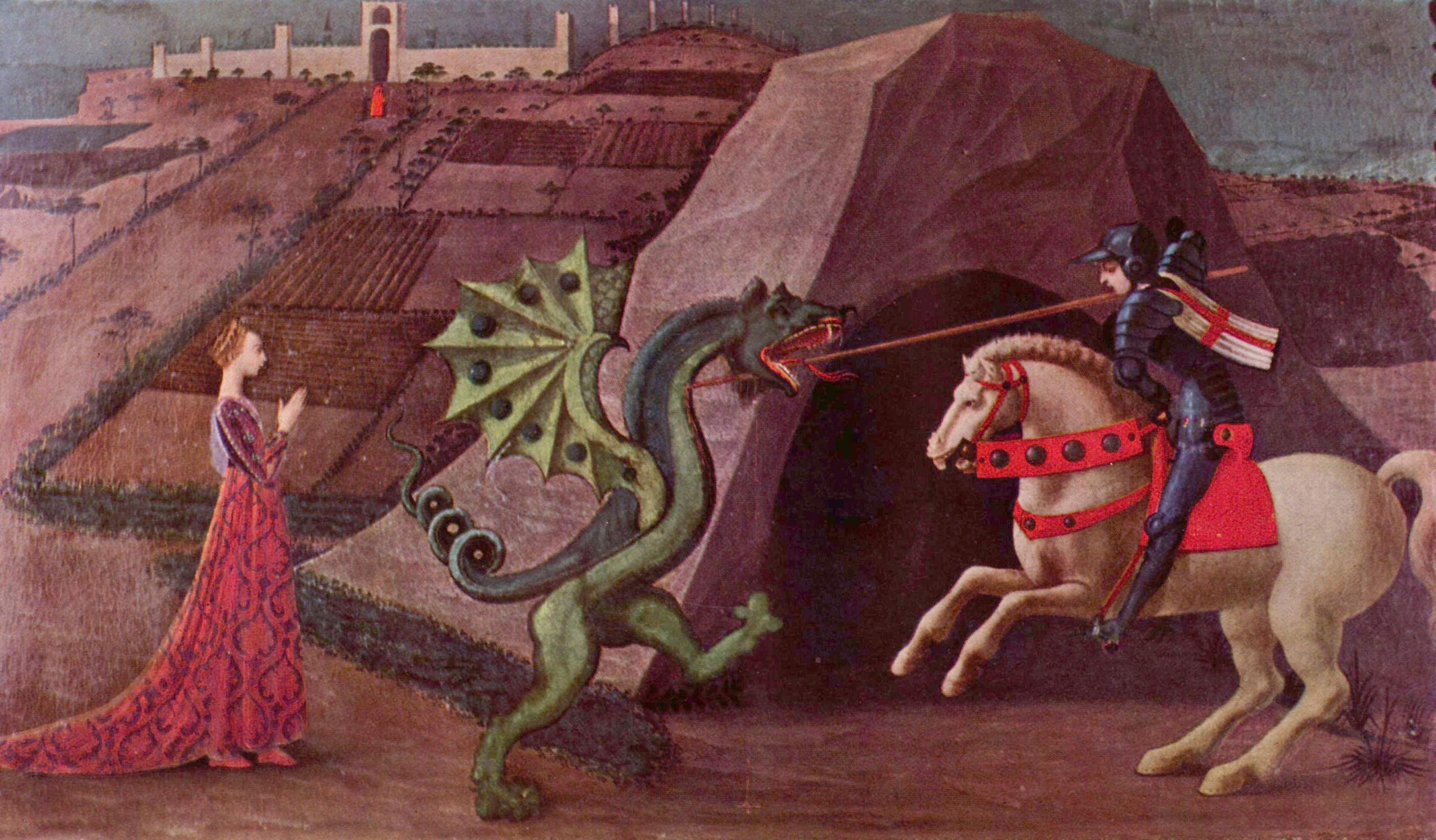
Saint Georges terrassant le dragon, Paolo Uccello, vers 1470.
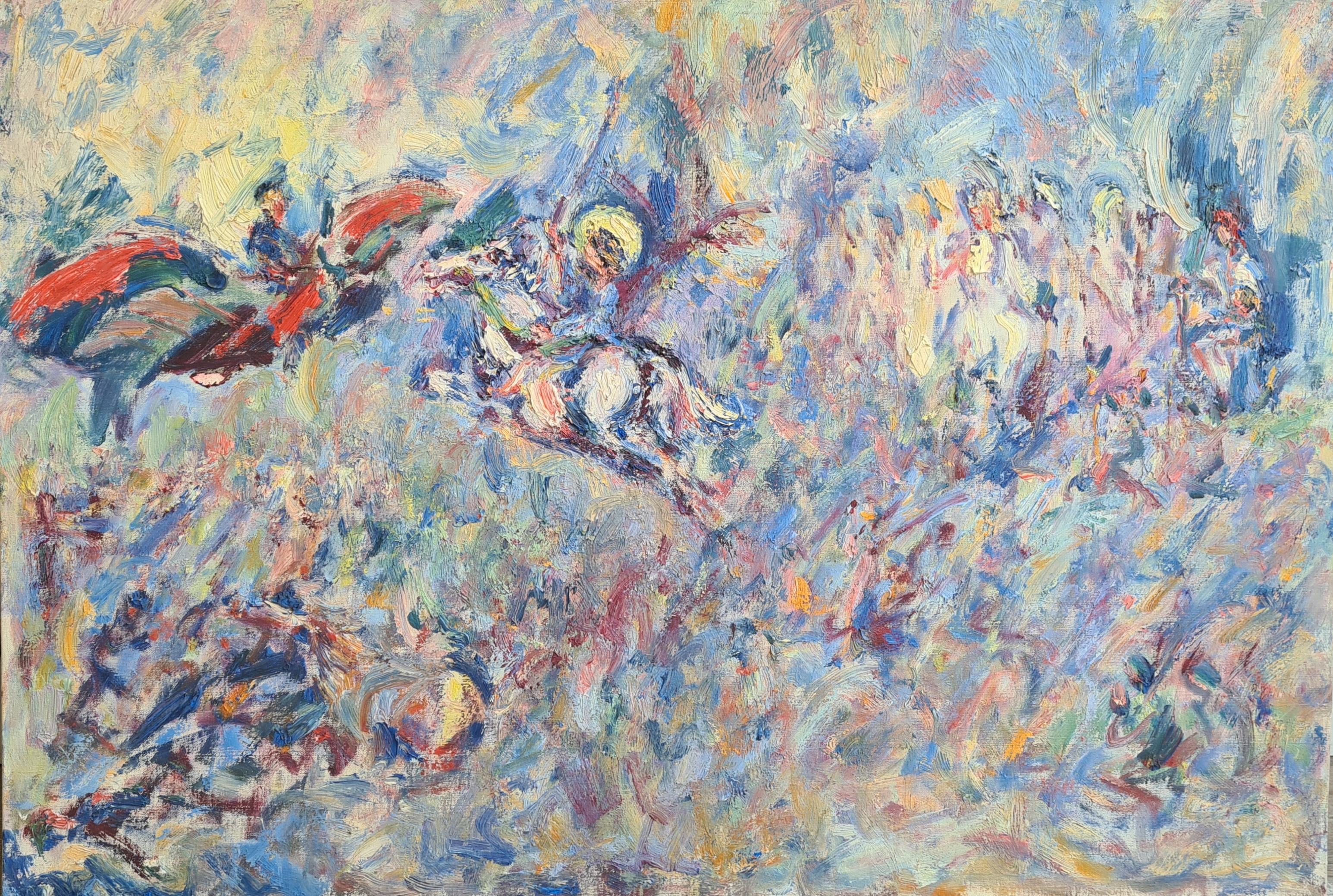
Paul Krôn, Saint Georges et le Dragon, huile sur toile, vers 1920.

## Adaptations littéraires
Samantha Shannon décrit son roman Le Prieuré de l'Oranger (The Priory of the Orange Tree, 2019) comme une « réécriture féministe » de la légende de saint Georges et le Dragon.